# Ulesta pieli
Ulesta pieli là một loài tò vò trong họ Ichneumonidae.